# إيه بي إس-سي بي إن الرياضة والعمل
إيه بي إس-سي بي إن الرياضة والعمل (بالإنجليزية: ABS-CBN Sports and Action)‏ كانت شبكة تلفزيونية مجانية ومقرها مدينة كيزون.